# The Power of the Dark Crystal
The Power of the Dark Crystal est un comics de 2017 qui est une suite du film Dark Crystal. Il est basé sur le scénario de ce qui aurait dû être la suite du film,. Ce scénario a été écrit par David Odell, Annette Odell et Craig Pearce. Il est dessiné par Kelly et Nichole Matthews.